# Limoniastrum monopetalum
El salado  (Limoniastrum monopetalum) es un arbusto de la familia de las plumbagináceas.

## Descripción
Arbusto perennifolio, hermafrodita, de hasta 2 m de altura, muy ramoso, de porte irregular, blanquecino. Tallos erguidos. Ramas más o menos erguidas. Corteza pardo grisácea. Las ramillas jóvenes verdes o rojizas, pero siempre cubiertas en mayor o menor medida de granitos blancos (depósitos de carbonatos), lo que les da un aspecto blanquecino-ceniciento. Hojas, de obovado-lanceoladas a obovado-espatuladas, primero se estrechan hacia la base y luego se ensanchan formando una especie de vaina que rodea el tallo, un poco carnosas, con el margen entero, cumeditebiertas de depósitos calcáreos, alternas.
Flores en inflorescencias racimosas espiciformes, sin hojas. Cáliz tubular, no anguloso, de unos 9 mm, con 5 dientes agudos muy cortos, rojizo. Corola (10-20 mm de diámetro), muy vistosa de color rosa intenso o violácea, con los pétalos soldados en la mitad inferior formando una sola pieza; lóbulos libres anchos, trasovados, abiertos: En el centro aparecen 5 estambres soldados por sus filamentos al tubo de la corola; anteras amarillas. El fruto es diminuto, largamente oval, membranoso, situado en el interior del cáliz persistente. Florece en primavera, verano y otoño. Fructifica en verano, otoño e invierno.

## Hábitat
Todo tipo de suelos rocosos, arenosos o limosos-húmedos y ricos en sales. Suele aparecer en torno a lagunas interiores de agua salada y en las proximidades del mar.

## Distribución
Región mediterránea. En España en la bahía de Cádiz y en la costa de Almería. En el Norte de África, desde Rabat, en Marruecos hasta Egipto. 